# Mécs Mónika
Mécs Mónika (Budapest, 1967. november 17. –) magyar filmproducer, az Inforg-M&M Film megalapítója. 2012-ben a Csak a szél című filmmel Ezüst Medve díjat nyert a Berlini Nemzetközi Filmfesztiválon, 2017-ben pedig a Testről és lélekről című film az Arany Medve díj elnyerése után 2018-ban Oscar és Európai Filmdíj jelölést kapott. Nem sokkal később, 2019-ben Oscar shortlistre került az Akik maradtak című alkotás. 2021-ben pedig a Cannes-i versenyprogramban debütált a nemzetközi koprodukcióban készült A feleségem története című film, illetve a Berlinale versenyprogramjában bemutatott Rengeteg - Mindenhol látlak elhozta a Legjobb mellékszereplőnek járó Ezüst Medve díjat is.

## Életrajz
Mécs Mónika a Színház- és Filmművészeti Főiskola produceri szakán végzett 1996-ban. Eközben a Fekete Doboznál is dolgozott, annál a dokumentumfilmes cégnél, mely a rendszerváltás előtt minden történelmi határhelyzet és társadalmi krízis középpontjából tudósított a vasfüggönyön innen. 2005-ben Mesterházy Ernővel megalapította az M&M Film-et; a produkciós cég első nagy sikere a 2007-ben bemutatott Konyec – Az utolsó csekk a pohárban volt (R.: Rohonyi Gábor), melyet a mozik nem csak Európa-szerte, de még Japánban is a műsorukra tűztek. Az elmúlt évtizedben több, a magyar film életet meghatározó alkotás mögött Mécs Mónika munkája áll, producerként olyan filmekben is tevékenykedett, mint a Tejút (2008), Méh (2010), Csicska (2011), Brazilok (2017) és Legjobb tudomásom szerint (2021).
2010-ben, az Inforg Stúdió art-house szellemiségét átörökítve létrejött az Inforg-M&M Film (IMM). A cég első filmje a 2012-es Berlinale Zsűrinagydíjas Csak a szél volt (rendező: Fliegauf Bence), 2017-ben pedig Enyedi Ildikó: Testről és lélekről c. filmje az Oscar jelölés mellett Arany Medve díjas lett Berlinben. Mécs Mónika volt a vezető producere az Akik maradtak c. filmnek is (rendező: Tóth Barnabás), mely a 2019-es évben a hivatalos Oscar shortlistre is bekerült. A következő nagyszabású alkotás, a nemzetközi koprodukcióban készült és Cannes-i versenyprogramban debütáló A feleségem története (2021) volt, melyben olyan világsztárok szerepelnek, mint Léa Seydoux, Louis Garrel és Ulrich Matthes. Így a 2021-es év több fesztiválsikert is hozott a cégcsoport számára, hiszen Fliegauf Bence Rengeteg - Mindenhol látlak (2021) című filmje a Berlinale versenyprogramjában debütált ebben az évben, valamint elhozta a Legjobb Mellékszereplőnek járó Ezüst Medvét. 

## Filmográfia
- Rengeteg - Mindenhol látlak (2021)
- Feleségem története (2021)[4]
- Legjobb tudomásom szerint (2021)[5]
- Spirál (2020)[6]
- A hívás (2019)
- Attitűd (2019)
- Elrejtezett emberség (2019)
- Akik maradtak (2019)
- A szabadság bolond körei  (2018)
- Testről és lélekről (2017)
- Brazilok (2017)
- Kópék (2017)
- Nagyi meséi: Rinya Nagy Sétája (2017)
- Nem történt semmi (2017)
- Van egy határ (2017)
- Láthatatlanul (2017)
- Én és a hegedűm (2017)
- Liliomösvény (2016)
- Nagyi meséi: Meló munkát keres (2015)
- Polaroidok (2015)
- Csillaghálóban (2015)
- Drakula dilemma (2015)
- Deja vu (2014)
- Loop (2014)
- Yes (2013)
- Nejem, nőm, csajom (2012)
- Csak a szél (2012)
- Csicska (2011)
- Bibliothéque Pascal (2010)
- Womb (Méh) (2010)
- Születésnap (2010)
- A sírásó (2010)
- Vonat (2009)
- Aczél (2009)
- Kaméleon (2009)
- Csillogás (2008)
- Pánik (2008)
- Tejút (2008)
- Konyec (2007)
- Madárszabadító, felhő, szél (2006)